# U-282
Unterseeboot 282 foi um submarino alemão do Tipo VIIC, pertencente a Kriegsmarine que atuou durante a Segunda Guerra Mundial.

## Comandantes
| Comandante          | Data                                        |
| ------------------- | ------------------------------------------- |
| Oblt. Rudolf Müller | 13 de março de 1943 - 29 de outubro de 1943 |

## Subordinação
Durante o seu tempo de serviço, esteve subordinado às seguintes flotilhas:
| Período                                      | Flotilha                                  |
| -------------------------------------------- | ----------------------------------------- |
| 13 de março de 1943 - 30 de setembro de 1943 | 8. Unterseebootsflottille (treinamento)   |
| 1 de outubro de 1943 - 29 de outubro de 1943 | 9. Unterseebootsflottille (serviço ativo) |